# Elektrický ohradník

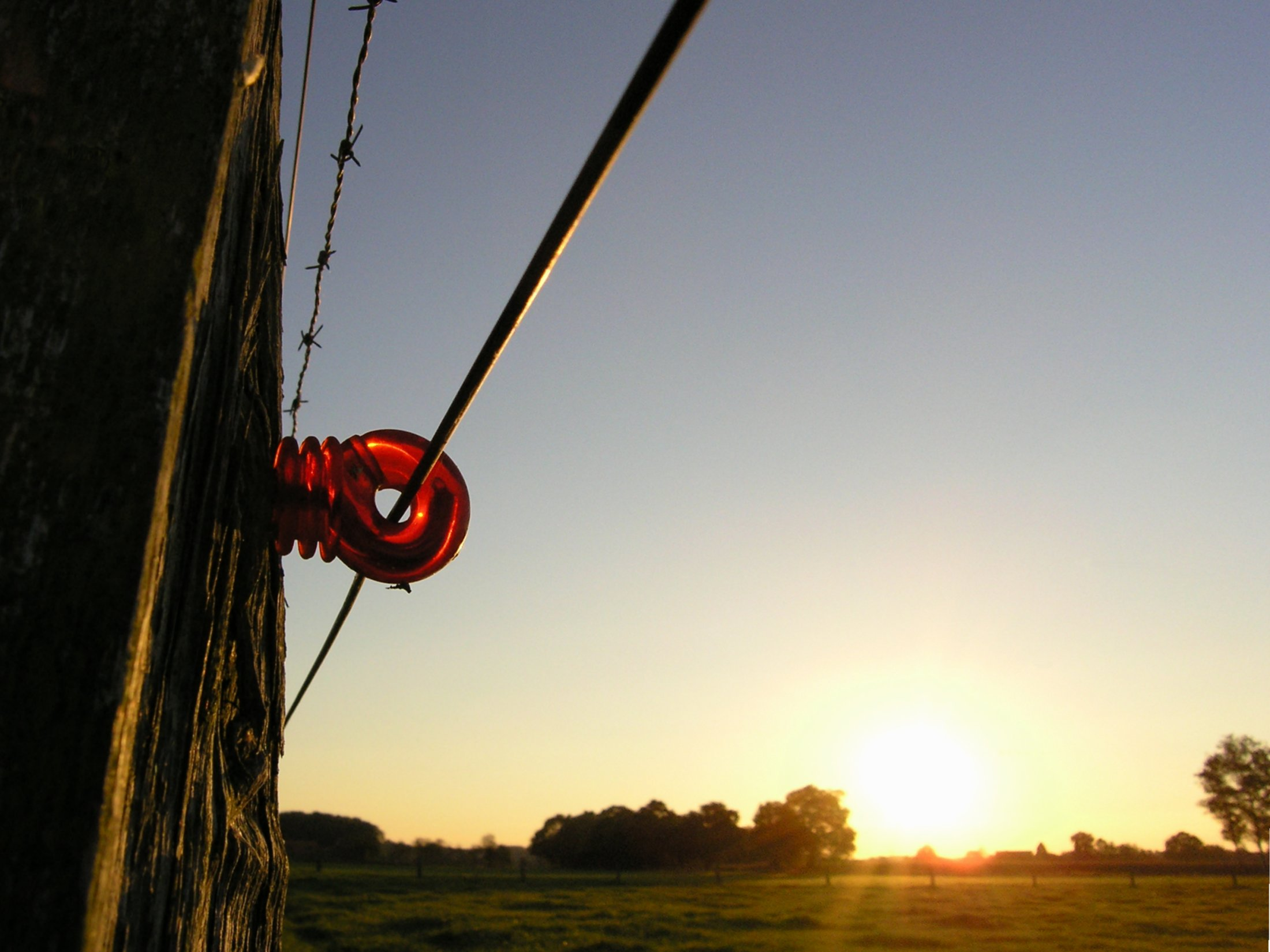
Uchycení vodivého vlákna v izolátoru

Elektrický ohradník je zařízení, které se používá na pastvinách a výbězích pro zvířata pro ochranu před útěkem z výběhu, funguje na principu uzavření elektrického obvodu mezi ohradníkovým vodičem a zemí (člověk se obvykle pohybuje v obuvi, má tedy spojení se zemí horší, než zvíře). Existují i speciální zimní pásky, které vedou oba póly (v zimě sníh může izolovat).

## Vodič
Jako vodič se nejčastěji používá plastový provázek s kovovými vlákny na laminátových nebo dřevěných tyčkách s izolátory nebo na speciálních mobilních sloupcích či ocelové lanko (nižší odpor cca 20 až 8 Ω/100 m) pro dočasné ohrady anebo prostý pozinkovaný drát pro ohrady trvalého charakteru (je pevnější a má nejnižší odpor 5 až 3,5 Ω/100 m a nejdelší životnost). Někdy se používá vodivá síť s již osazenými tyčkami, zejména pro menší plochy vypásané oplůtkovým způsobem, kde je třeba často přemisťovat ohradník. Výhodou je pohodlnější a rychlejší manipulace, nevýhodou je riziko zamotání zvířete do sítě, zejména rohatých jedinců a je třeba mít ohradník pod dohledem. Pro koně se nejčastěji používá páska - při náhodném splašení koně mechanicky nezraní (přetrhne se).
Vodič musí být oddělen od země na nevodivých sloupcích (plastové pro dočasné ohrady) anebo veden v izolátorech na dřevěných kůlech (dřevěné kůly jsou při navlhnutí vodivé). Nesmí dojít na celé délce k propojení ohradníkového vodiče se zemí, i styk s porostem snižuje účinnost ohradníku a zvyšuje spotřebu energie. Výška ohradníku je podle velikostí zvířat, například pro ovce se používá cca 30-60-90 cm. Ohradník je napájen ze síťového napětí 230 V, z autobaterie 12 voltů a nebo nově i z Li-ion baterií 3.7 V, které můžeme najít např. v mobilních telefonech, ale při této volbě je životnost ohradníku mnohem kratší.
Napětí na ohradníku (na lanku, pásce anebo drátu) dosahuje vysokých hodnot: 3 000–12 000 V. Minimální napětí pro překonání odporu kůže zvířat je 2500 V u citlivých zvířat (kůň, pes), nad 3500 V je pro krávy, ovce. Napětí se šíří v impulzech cca 1,0 až 1,5 s, což šetří energii a zvyšuje bezpečnost – při náhodném uchopení je možné drát pustit, zvíře se může vzdálit.
Pro porovnání parametrů ohradníků je nejdůležitějším údajem vybíjecí energie v joulech a napětí ve voltech při zatížení 500 Ω (napětí naprázdno nemá žádnou vypovídací hodnotu). Maximální energie je dnes evropskou normou omezena na 5 J při odporu ohrady 500Ω. Nové inteligentní zdroje jsou schopny regulovat výstupní energii podle ztrát na ohradě například v důsledku styku vodiče s vegetací. V případě výběru vhodného generátoru, je nutné zohlednit typ zvířete a jeho citlivost, celkovou délku ohradníku a výšku vegetace pod ohradníkem, tj. ztráty.

## Zdroj elektrického ohradníku
Zdroje neboli generátory pro elektrické ohradníky vytváří elektrické napětí, které je ve vodičích ohrady. Jednotlivé generátory se liší zejména způsobem napájení a výkonem, který se udává jednotkou Joule. U řady generátorů lze regulovat výstupní energii nebo je dokonce ovládat na dálku.

### Typy generátorů
- Síťové generátory jsou určené pro krátké, střední i dlouhé ohrady. Zdroje se zapojují do zásuvky 230 V a lze je provozovat s minimálními provozními náklady.
- Kombinované generátory jsou napájeny ze sítě 230 V nebo z baterie. Baterii lze využít v místech, kde není přístup k elektřině nebo jako záložní zdroj. Nejčastěji jsou využívány 12 V autobaterie. Některé modely generátorů mohou být osazeny solárním panelem pro dobíjení baterie.
- Generátory na dálkové ovládání se ovládají pomocí dálkového ovladače. Zdroje lze vypínat a regulovat na dálku, což ušetří uživateli spoustu času. Přenos signálu u některých moderních zdrojů funguje pomocí bezplatné radiové frekvence.
- Generátory na dálkové ovládání přes Cloud uvedl na trh jako první český výrobce generátorů fencee.[1] Tento způsob ovládání generátorů na dálku je řešen pomocí centrálního zařízení, které je připojeno přes Wi-Fi na Cloud. Přes tento Cloud komunikují všechna spárovaná zařízení. Na dálku tak lze odkudkoliv na světě s připojením k internetu ovládat a regulovat všechny zdroje elektrického ohradníku přes mobilní telefon nebo počítač.

## Kontrolní zařízení
Kritická místa ohrady je možné mít pod neustálým dohledem díky monitorům, které měří napětí na ohradě. Monitory je možné spárovat s centrálním zařízením, které je připojeno přes Wi-Fi na Cloud. Pokud klesne napětí na ohradě pod nastavený limit, pošle monitor alarm do gateway, která prostřednictvím Cloudu rozešle upozornění do mobilní aplikace a na webového rozhraní.